# صموئيل د. غروس
صموئيل د. غروس (بالإنجليزية: Samuel David Gross)‏ هو جراح أمريكي، ولد في 8 يوليو 1805 في بنسيلفانيا في الولايات المتحدة، وتوفي في 6 مايو 1884 في فيلادلفيا في الولايات المتحدة.

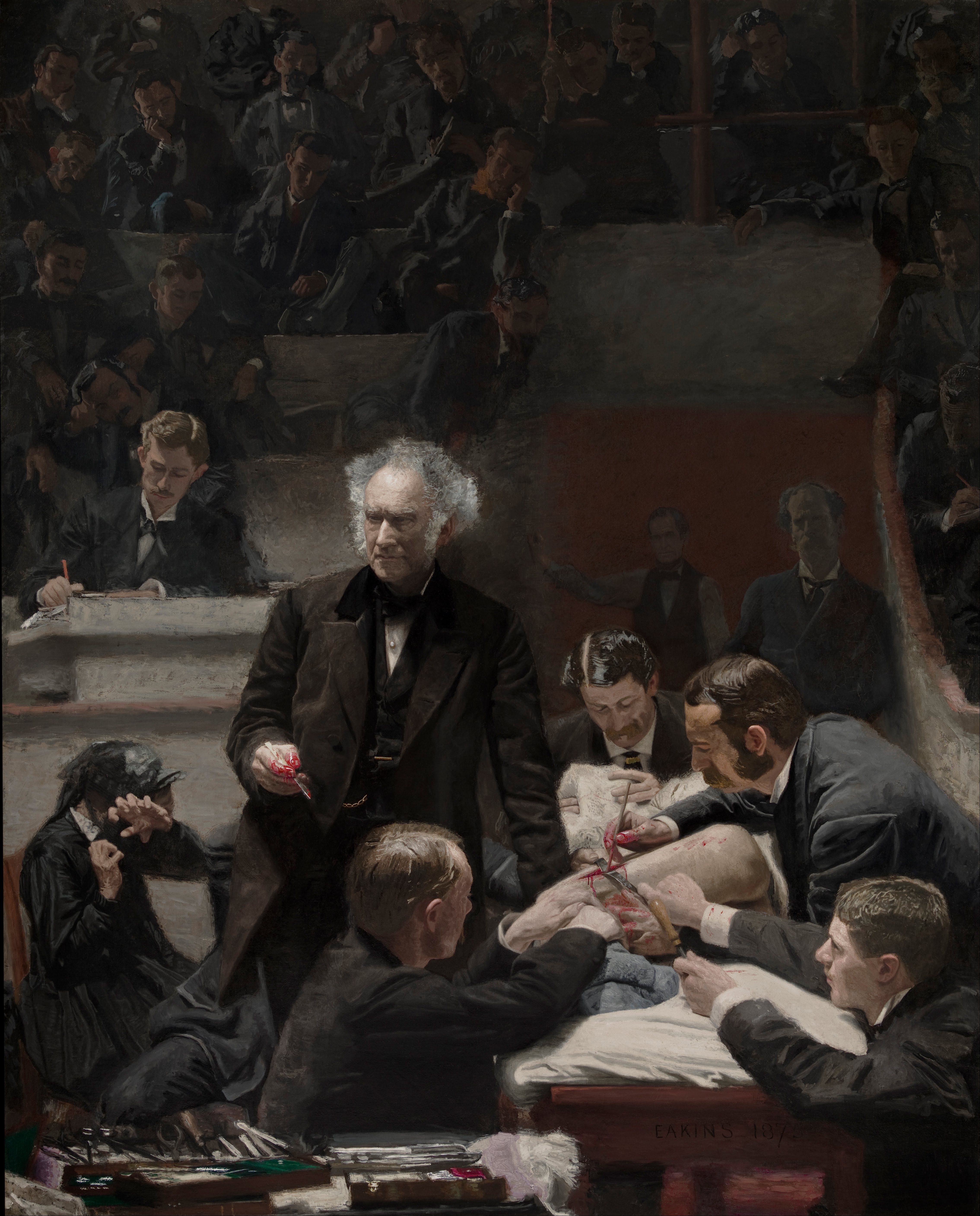
عيادة غروس بريشة توماس إيكنز تصور اللوحة الدكتور صموئيل د جروس ، يلقي محاضرة على مجموعة من الطلاب أثناء أجراء عملية جراحية. في عام 2006 قدرة قيمة أللوحة بسعر 68 مليون دولار امريكي. اللوحة ضمن مجموعة متحف فيلادلفيا للفنون ، بنسيلفانيا.

## وصلات خارجية
- صموئيل د. غروس على موقع الموسوعة البريطانية (الإنجليزية)